# Razafinimanjaka Raketaka
Razafinimanjaka Raketaka est une princesse héritière de Madagascar, et l'unique fille du roi Radama Ier et de la princesse Sakalava Rasalimo, fille de Ramitraho, roi Sakalava du Menabe.
Née en 1824 en Imerina, elle a deux frères : Rabobalahy et Itsimandriambovoka. Elle a un enfant du nom de Razafimanjaka Rakotonavalona, dont le père reste inconnu à ce jour. 
Beaucoup aujourd'hui confondent Razafinimanjaka Raketaka avec d'autres Raketaka, à l'exemple de celle qui est la sœur du prince Ratsimamanga, mère de Ranavalona III, dernière à avoir régné à l'époque de la monarchie de Madagascar.